# Ceratina interrupta
Ceratina interrupta là một loài Hymenoptera trong họ Apidae. Loài này được Alfken mô tả khoa học năm 1926.